# Lettenberg

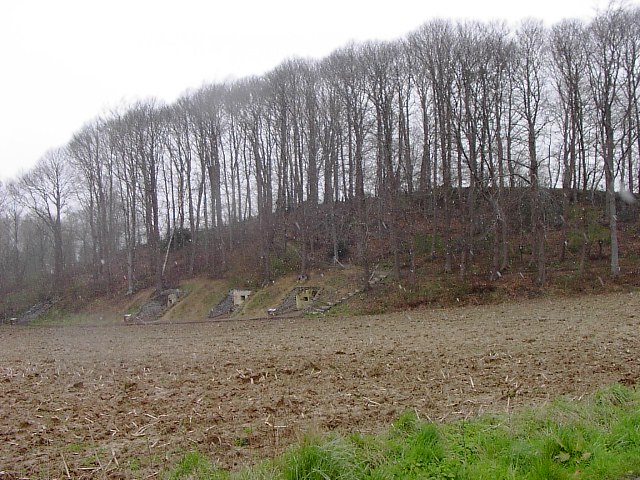
De Lettenberg met de vier bunkers

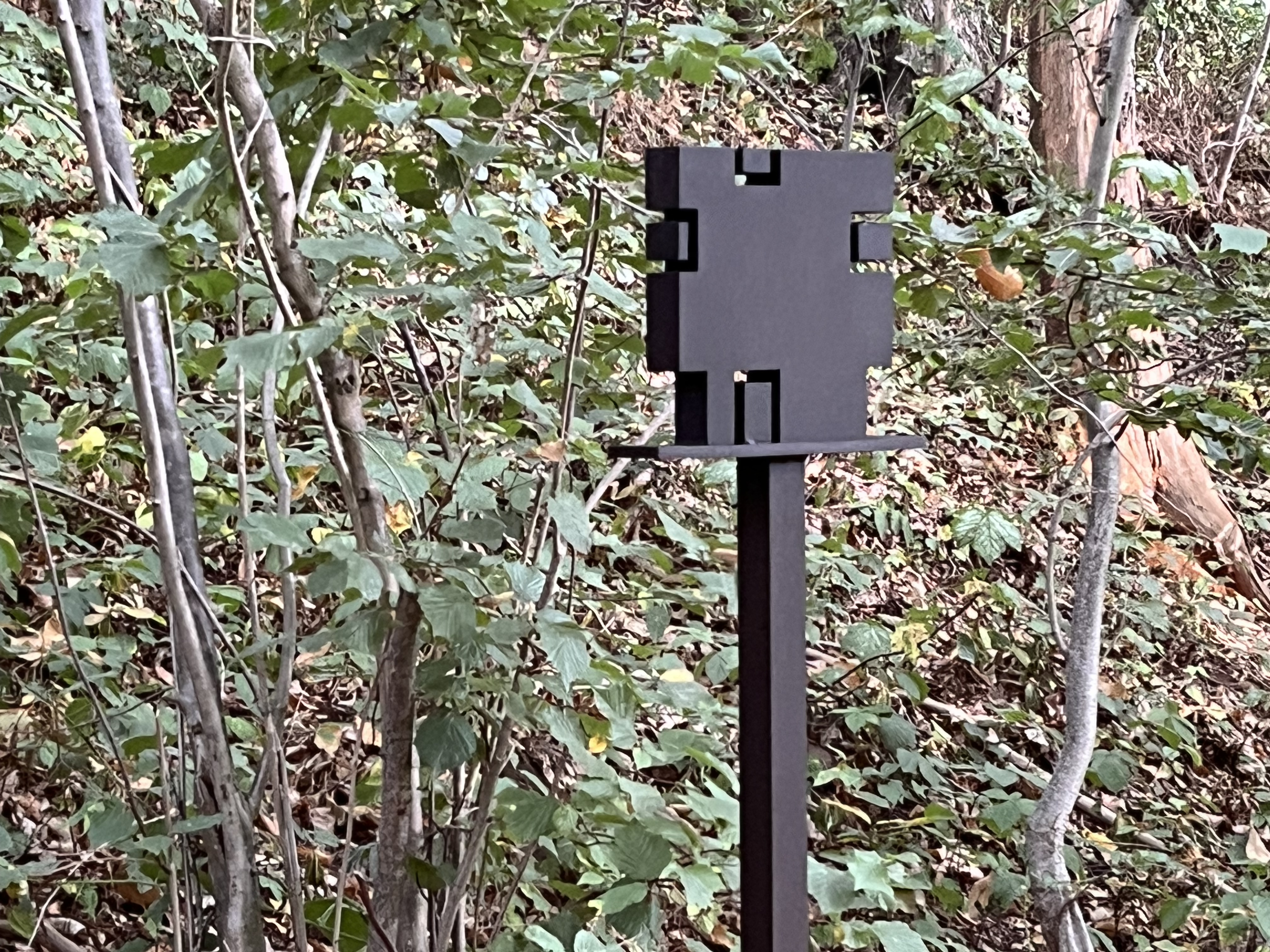
The memorial place 'De Lettenberg' in Kemmel bestaat uit de bunkers onder de berg en uit een Kruisweg. De foto toont een van de halteplaatsen van deze weg.

De Lettenberg of Calvarieberg, is een heuvel in het Heuvelland bij Kemmel, in de Belgische provincie West-Vlaanderen. De berg ligt tegen de Kemmelberg aan. De top ligt op 95 meter hoogte. De naam is afkomstig van de familienaam Lette die de grond vroeger in bezit had.

## Bunkers
Op de flank zijn enkele gerestaureerde bunkers van de Britse troepen uit de Eerste Wereldoorlog te zien. De heuvel werd begin 1917 door de Britse "175th Tunneling Company" ondergraven en voorzien van ondergrondse schuilplaatsen (brigadehoofdkwartier, slaapplaatsen en medische hulppost); de toegang bestond telkens uit een bunker, deze zijn heden ten dage vrij te bezoeken.

## Geografie
De Lettenberg is een onderdeel van de zogenaamde centrale heuvelkam in het Heuvelland, deze bestaat daarnaast uit de Watenberg, Kasselberg, Wouwenberg, Katsberg, Boeschepeberg, Kokereelberg, Zwarteberg, Vidaigneberg, Baneberg, Rodeberg, Sulferberg, Goeberg, Monteberg en Kemmelberg. Ten zuiden van deze heuvelkam bevindt zich het stroomgebied van de Leie, ten noorden van deze heuvelkam het stroomgebied van de IJzer.

## Wielrennen
In het wielrennen wordt de Lettenberg soms als helling opgenomen in voorjaarsklassiekers. Het is een asfalthelling met aan de voet het eerste deel in Kemmel in kasseien.
De helling is in 1972 opgenomen geweest in Gent-Wevelgem. In dit jaar werd een groter deel van het parcours dan anders afgelegd in de heuvelzone en werden Vidaigneberg, Rodeberg, Baneberg en Kemmelberg elk tweemaal beklommen en de Lettenberg, Scherpenberg en Sulferberg elk een maal. Ook in 1990 en 1993 staat de helling vermeld in het wedstrijdboek van Gent-Wevelgem, tussen de Kemmelberg (beklimming oostzijde) en de Klijte Hellingen (in het wedstrijdboek aangeduid als Klijte (A) en Klijte (B)). In de laatste edities wordt de klim vaak afgedaald na de afdaling van de Kemmelberg om zo in Kemmel uit te komen.
De Lettenberg wordt ook in Ledegem-Kemmel-Ledegem voor juniores afgedaald na de beklimming van de Kemmelberg.
De Lettenberg was tevens opgenomen in de recreatieve fietsroute Vlaanderen Fietsroute en de LF39. Momenteel is de helling opgenomen in de LF Heuvelroute. Ook is de helling opgenomen in de rode lus van de Gent-Wevelgemroute.